# العلاقات التونسية الوسط إفريقية
العلاقات التونسية الوسط أفريقية هي العلاقات الثنائية التي تجمع بين تونس وجمهورية أفريقيا الوسطى.

## مقارنة بين البلدين
هذه مقارنة عامة ومرجعية للدولتين:
| وجه المقارنة                                              | تونس                                       | جمهورية أفريقيا الوسطى      |
| --------------------------------------------------------- | ------------------------------------------ | --------------------------- |
| المساحة (كم2)                                             | 163.61 ألف                                 | 622.98 ألف                  |
| عدد السكان (نسمة)                                         | 11.53 مليون                                | 4.66 مليون                  |
| الكثافة السكانية (ن./كم²)                                 | 70.47                                      | 7.48                        |
| العاصمة                                                   | تونس                                       | بانغي                       |
| اللغة الرسمية                                             | اللغة العربية                              | لغة فرنسية، اللغة السانغوية |
| العملة                                                    | دينار تونسي                                | فرنك وسط أفريقي             |
| الناتج المحلي الإجمالي (بليون دولار)                      | 40.26 مليار                                | 1.95 مليار                  |
| الناتج المحلي الإجمالي (تعادل القوة الشرائية) بليون دولار | 129.05 مليار                               | 3.03 مليار                  |
| الناتج المحلي الإجمالي الاسمي للفرد دولار أمريكي          | 3.87 ألف                                   | 323                         |
| الناتج المحلي الإجمالي للفرد دولار أمريكي                 | 11.44 ألف                                  | 594                         |
| مؤشر التنمية البشرية                                      | 0.721                                      | 0.350                       |
| رمز المكالمات الدولي                                      | +216                                       | +236                        |
| رمز الإنترنت                                              | .tn                                        | .cf                         |
| المنطقة الزمنية                                           | ت ع م+01:00، توقيت وسط أوروبا، ت ع م+02:00 | ت ع م+01:00                 |

## منظمات دولية مشتركة
يشترك البلدان في عضوية مجموعة من المنظمات الدولية، منها:
| علم المنظمة | اسم المنظمة                               | تاريخ انضمام تونس | تاريخ انضمام جمهورية أفريقيا الوسطى |
| ----------- | ----------------------------------------- | ----------------- | ----------------------------------- |
|             | البنك الدولي للإنشاء والتعمير             | 14 أبريل 1958     | 10 يوليو 1963                       |
|             | يونسكو                                    | 8 نوفمبر 1956     | 11 نوفمبر 1960                      |
|             | الفريق المعني برصد الأرض                  | ?                 | ?                                   |
|             | مؤسسة التمويل الدولية                     | 25 يوليو 1962     | 1 أبريل 1991                        |
|             | المركز الدولي لتسوية المنازعات الاستشارية | 14 أكتوبر 1966    | 14 أكتوبر 1966                      |
|             | منظمة حظر الأسلحة الكيميائية              | ?                 | ?                                   |
|             | مؤسسة التنمية الدولية                     | 30 ديسمبر 1960    | 27 أغسطس 1963                       |
|             | منظمة التجارة العالمية                    | ?                 | ?                                   |
|             | الاتحاد الأفريقي                          | ?                 | ?                                   |
|             | الاتحاد البريدي العالمي                   | ?                 | ?                                   |
|             | وكالة ضمان الاستثمار متعدد الأطراف        | 7 يونيو 1988      | 8 سبتمبر 2000                       |
|             | الاتحاد الدولي للاتصالات                  | 14 ديسمبر 1956    | 2 ديسمبر 1960                       |
|             | منظمة الشرطة الجنائية الدولية             | ?                 | ?                                   |
|             | الأمم المتحدة                             | 12 نوفمبر 1956    | 20 سبتمبر 1960                      |
|             | البنك الإفريقي للتنمية                    | ?                 | ?                                   |

## وصلات خارجية
- موقع وزارة الخارجية التونسية